# الاكامة (جبلة)

تعديل مصدري - تعديل

الاكامة محلة تابعة لقرية الظهارة، التابعة لعزلة الشراعي بمديرية جبلة إحدى مديريات محافظة إب في الجمهورية اليمنية، بلغ تعداد سكانها 64 حسب تعداد اليمن لعام 2004.